# John Gill (cầu thủ bóng đá, sinh 1903)
John J. Gill (sinh năm 1903) là một cầu thủ bóng đá người Anh thi đấu ở vị trí thủ môn.

## Sự nghiệp
Sinh ra ở Crook, Gill thi đấu cho Bolton Wanderers, Bradford City và Clapton Orient. Đối với Bradford City, ông có 86 lần ra sân ở Football League; ông cũng có 3 lần ra sân ở Cúp FA.